# Alassana Jatta
Alassana Jatta (født 12. januar 1999) er en professionel fodboldspiller, der spiller for Notts County F.C.. Jatta er fra Gambia og kommer fra hjemlandets største klub Real de Banjul. Han skiftede til europæisk fodbold i januar 2019 med en kontrakt hos Paide i Estland. I sommeren 2019 skiftede Jatta til Viborg FF, hvor han har fået en fireårig kontrakt.
Jatta kan spille på kanten og centralt i angrebet.